# Fatoto
Fatoto (Schreibvariante: Fattoto) ist eine Ortschaft im westafrikanischen Staat Gambia.
Nach einer Berechnung für das Jahr 2013 leben dort etwa 1632 Einwohner, das Ergebnis der letzten veröffentlichten Volkszählung von 1993 betrug 1317.

## Geographie
Fatoto, auf 16 m Höhe, liegt in der Upper River Region (URR), Distrikt Kantora und liegt ungefähr fünf Kilometer südöstlich von Garowol entfernt. Basse Santa Su, mit dem Sitz der Verwaltungseinheit URR, ist 36 Kilometer entfernt. Auf der Straße ist Fatoto 436 Kilometer von der Hauptstadt des Landes Banjul entfernt. In unmittelbarer Nähe, in Richtung Garowol, liegt der Kusum Forest Park.
Der Fluss Gambia hat sich hier, an seinem Oberlauf, tief in das Sandsteinplateau hinein gegraben, so dass hier bis zu zwölf Meter hohe Steilufer entstanden sind. Der Fluss selber gilt für Fahrzeuge bis 1,8 Meter Tiefgang bis hier als schiffbar, was ungefähr 480 Fluss-Kilometern entspricht. Dies ist besonders wichtig für den Transport der Erdnussernte zum Seehafen nach Banjul. Der Tidenhub des Atlantiks macht sich bis hierhin bemerkbar.
Gambias Vogelwelt ist sehr umfangreich, in der Umgebung von Fatoto wurden beispielsweise der Rotkopfweber (Quelea erythrops), der Karminspint (Merops nubicus) und der Flammenweber (Euplectes hordeaceus) beobachtet. Aber auch der seltene Braunmantel-Scherenschnabel (Rynchops flavirostris) ist am Ufer des Flusses gelegentlich zu sehen.

## Bewohner
Hauptsächlich wird der Ort von der Ethnie der Fulbe bewohnt, die sich im Allgemeinen viehzüchtend betätigen. Es gibt einen kleinen Markt, eine Filiale der gambischen Post sowie der Gambia Telecommunication (Gamtel). Außerdem gibt es einen erdnussverarbeitenden Betrieb.